# 希望の党 (日本 2018)
希望の党（きぼうのとう、英: Party of Hope）は、かつて存在した日本の政党・政治団体。略称は希望。
2017年9月25日結党の旧・希望の党で、国民党が民進党と合流し国民民主党を結党する分党を玉木雄一郎代表に提案され、それを了承する形となった松沢成文参議院議員団代表を中心とする保守系議員により、2018年5月7日に結党された。

## 党史

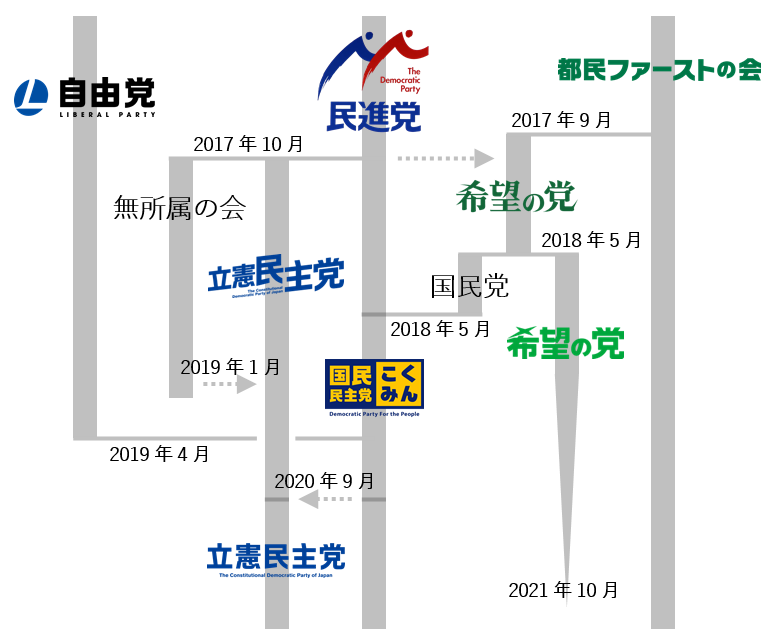

### 前史
2017年9月25日に小池百合子東京都知事が地域政党・都民ファーストの会を母体とする形で（旧）希望の党を設立。28日には民進党が希望の党との合流を決め、第48回衆議院議員総選挙（10月22日）後には所属衆議院議員の大半が民進党出身者となった。小池は11月14日に党代表を辞任。
後任の代表となった玉木雄一郎は民進党との連携を重視し統一会派結成を模索したほか、2018年1月26日の両院議員懇談会では安全保障と憲法に関する党見解を結党時から軌道修正する形で発表。これらの動きに反発していた松沢成文参議院議員団代表ら保守系議員は2月7日の役員会で正式に分党を提案した。その後玉木ら党執行部は松沢らの分党協議と並行して民進党との合流を模索し、最終的に4月26日の両院議員総会で松沢らとの分党と、民進党との合流を正式に決定した。

### 結党以降
2018年5月7日、結党記者会見を開催。
（旧）希望の党が5月7日に解党し、（新）「希望の党」と旧希望の党代表、玉木雄一郎ら新党参加者による「国民党」（即日民進党に吸収合併され、「国民民主党」に改称）に分党する形で5月7日に即日発足。
旧希望の党から中山成彬、井上一徳の衆議院議員2名、松沢、行田邦子、中山恭子の参議院議員3名の国会議員計5名（政党要件の最少人数）が参加し、松沢が代表に就任した。
衆議院では旧希望の党の会派は「希望の党・無所属クラブ」であったがこの会派は「国民民主党・無所属クラブ」へ移行したため、新会派「希望の党」を届け出た。参議院では、旧希望の党会派「希望の党」所属の3名全員が新希望の党に参加したため、会派の移動はなかった。
7月24日、結党大会を開き、憲法改正（憲法9条2項改正、国民の知る権利やプライバシー権の条項の創設など）や、消費税増税の凍結や原発ゼロ、省庁再編などの12項の基本政策が発表された。
10月には松沢が日本維新の会に対し、参議院での統一会派結成を打診。10月24日召集の臨時国会では統一会派の結成を見送ったが、通常国会召集を前にした2019年1月23日に、参議院での統一会派「日本維新の会・希望の党」を結成した。

### 第25回参院選、第19回統一地方選
第25回参議院議員通常選挙を巡っては、改選を迎える行田が1月8日に不出馬を表明。中山恭子も4月8日に不出馬を表明した。4月の第19回統一地方選挙では南関東地域を中心に公認、推薦候補計32名を擁立したが、公認候補については当選者を出すことができなかった。
党の存続が危ぶまれる状況にあることから、5月9日に松沢は参院選までに日本維新の会との合流を目指す意向を表明した。しかし、同月28日の議員総会で「日本維新の会との合流を目指す方針に党内の理解が得られなかった」として、松沢が代表職を辞任し後任の代表に中山成彬が就任、また行田も幹事長を辞任し、後任の幹事長に井上一徳が就いた。
5月30日、新代表の中山成彬は会見で第25回参議院議員通常選挙に党としての候補者の擁立はしない方針を示した。

### 党の衰退
6月5日、行田邦子が離党した事に伴い政党要件を喪失した。その後、松沢成文も離党（行田は埼玉県知事選挙に出馬表明、松沢は日本維新の会に移籍）。7月28日に中山恭子が任期満了で退任したことに伴い、参議院での議席を失い、日本維新の会との統一会派も解消された。
12月6日に本部を東京都千代田区永田町2丁目17番10号 サンハイム永田町203号室に移転した。
2020年9月16日の首班指名選挙では党代表の中山成彬に投票し、中山は2票を得た。
10月27日、旧国民民主党のうち、立憲民主党との合流に参加しなかった議員が9月に新たに結成した（新）国民民主党が立憲などとの統一会派から離脱し、希望の党の2名及び無所属の高井崇志と新会派「国民民主党・無所属クラブ」を結成。これに伴い、会派「希望の党」は解散届を提出した。
11月28日には井上が希望の党に籍を置いたまま国民民主党京都府連の特別幹事に就任した。井上は旧国民民主党時代から同党のサポーター登録をしており、引き続きサポーターの立場から関わるとしている。
2021年2月1日、井上が離党届を提出し、所属議員は中山のみとなった。

### 解党
2021年10月6日、唯一の所属議員である中山が次期衆院選に立候補せず、政界からの引退する意向を示した。同月18日、中山が記者会見で引退を正式に表明し、代表を務める希望の党については同月1日に解党していたことを明かした。

## 政策

### 綱領
綱領として以下の内容を掲げ、立憲主義と民主主義に立脚し党を運営していくとした。

### 基本政策
「改革保守『希望の党』 ～国民を守り抜く、未来を切り拓く～」の副題を添えながら、以下の12の基本政策を提示している。

## 役職
| 代表     | 幹事長   | 政策調査 会長 | 国会対策 委員長 | 選挙対策 委員長 | 最高顧問 | 顧問     | 就任年月      |
| -------- | -------- | ------------- | --------------- | --------------- | -------- | -------- | ------------- |
| 松沢成文 | 行田邦子 | 井上一徳      |                 |                 | 中山成彬 | 中山恭子 | 2018年5月7日  |
| 中山成彬 | 井上一徳 | 井上一徳      | 井上一徳        | 中山恭子        | （空席） | 中山恭子 | 2019年5月28日 |

旧希望の党の創設者で代表、特別顧問を歴任した小池百合子東京都知事は、都政に専念するとして引き続きの特別顧問就任を固辞、役職から外れた。
| 代 | 氏名     | 在職期間                     |
| -- | -------- | ---------------------------- |
| 1  | 松沢成文 | 2018年5月7日- 2019年5月28日  |
| 2  | 中山成彬 | 2019年5月28日- 2021年10月1日 |

## 党勢

### 衆議院
| 選挙       | 当選/候補者 | 定数 | 得票数（得票率） | 得票数（得票率） | 備考   |
| 選挙       | 当選/候補者 | 定数 | 選挙区           | 比例代表         | 備考   |
| ---------- | ----------- | ---- | ---------------- | ---------------- | ------ |
| （結党時） | 2/-         | 465  |                  |                  | 離党-1 |

### 参議院
| 選挙           | 当選/候補者 | 非改選 | 定数 | 得票数（得票率） | 得票数（得票率） | 備考   |
| 選挙           | 当選/候補者 | 非改選 | 定数 | 選挙区           | 比例代表         | 備考   |
| -------------- | ----------- | ------ | ---- | ---------------- | ---------------- | ------ |
| （結党時）     | 3/-         | -      | 242  |                  |                  | 離党-2 |
| 第25回通常選挙 | -/0         | 0      | 245  | -                | -                |        |

### 所属国会議員
解党した2021年10月1日時点で、代表の中山成彬（衆議院・比例九州）1人だった。中山自身は解党後の衆議院解散をもって引退を表明した。